# Variable categórica
En estadística, una variable categórica es una variable que puede tomar un número limitado, y por lo general fijo, de posibles valores, asignando a cada unidad individual u otro tipo observación a un grupo en particular o categoría nominal sobre la base de alguna característica cualitativa. En informática y algunas ramas de las matemáticas, las variables categóricas se conocen como enumeraciones o tipos enumerados. Comúnmente (aunque no en este artículo), cada uno de los posibles valores de una variable categórica se conoce como un nivel. La distribución de probabilidad asociada con una variable categórica se llama una distribución categórica.
Una variable categórica que puede tomar dos valores se denomina una variable binaria o una variable dicotómica; un caso especial importante es la variable de Bernoulli. Las variables categóricas con más de dos valores posibles se denominan variables politómicas; las variables categóricas a menudo se supone que son politómicas a menos que se especifique lo contrario. La discretización es el tratamiento de los datos continuos como si fuera categórica. La dicotomización es el tratamiento de los datos continuos o variables politómicos como si fueran variables binarias. El análisis de regresión trata a menudo pertenencia a una categoría como cuantitativa variable ficticia. En una versión simplificada, las variables categóricas son datos que se pueden ver en un gráfico.